# Ctenomys
Ctenomys, del griego clasico κτείς (kteís), "peine", y μῦς (mûs), "raton", es un género de  roedores histricomorfos, el único de la familia Ctenomyidae, conocidos vulgarmente como tucutucos, tucu tucu o tuco tucos. Incluye más de sesenta especies.

## Características
Se caracterizan por tener una cabeza grande en relación con el resto del cuerpo, incisivos grandes y biselados (muchas veces de color anaranjado), hocico aplanado, tronco subcilíndrico, y hasta 25 cm de longitud total del cuerpo.

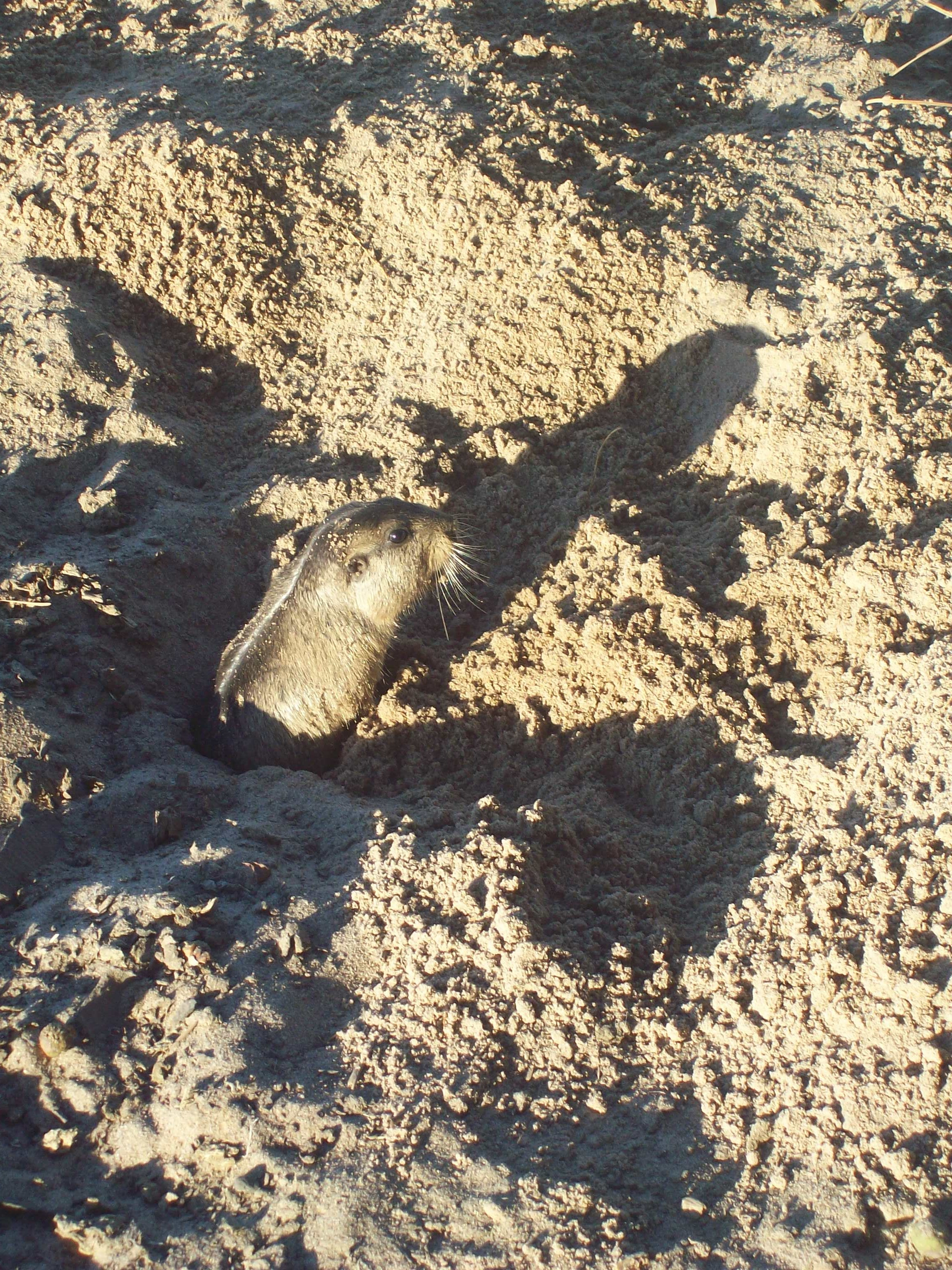
Tuco tuco asomando de su madriguera subterránea.

## Historia natural
Son de hábitos subterráneos, cavan madrigueras en el suelo y viven dentro de ellas, saliendo al exterior por breves períodos para cortar vegetales y llevarlos a la cueva, donde se alimentan. Su nombre deriva del sonido que hacen dentro de ellas y retumba al exterior con eco, pudiendo confundir su ubicación. La madriguera tiene una entrada principal y varios agujeros alrededor, que pudieran ser de ventilación. En ocasiones pueden consumir las partes subterráneas de los vegetales. La mayoría de las especies son solitarias, el macho ocupa una cueva y la hembra otra, pero se han descrito especies sociales donde varias hembras conviven en la misma cueva, asociadas a algún macho durante ciertos períodos. Las madrigueras se agrupan en colonias que pueden ser relativamente pequeñas u ocupar varias hectáreas. La especie social más estudiada es Ctenomys sociabilis.

## Especies
- Ctenomys argentinus
- Ctenomys azarae
- Ctenomys bidaui Teta, & D’ Elía, 2020[3]
- Ctenomys boliviensis
- Ctenomys bonettoi
- Ctenomys brasiliensis
- Ctenomys colburni
- Ctenomys contrerasi Teta, & D’ Elía, 2020[3]
- Ctenomys dorsalis
- Ctenomys conoveri
- Ctenomys eileenae[4]
- Ctenomys emilianus
- Ctenomys frater
- Ctenomys fulvus
- Ctenomys haigi
- Ctenomys ibicuiensis
- Ctenomys juris
- Ctenomys knighti
- Ctenomys lami
- Ctenomys latro
- Ctenomys leucodon
- Ctenomys lewisi
- Ctenomys magellanicus
- Ctenomys maulinus
- Ctenomys mendocinus
- Ctenomys minutus
- Ctenomys nattereri
- Ctenomys occultus
- Ctenomys opimus
- Ctenomys pearsoni
- Ctenomys perrensis
- Ctenomys peruanus
- Ctenomys plebiscitum Brook, Tomasco, González & Martin, 2021[5]
- Ctenomys porteousi
- Ctenomys pundti
- Ctenomys rionegrensis
- Ctenomys tuconax
- Ctenomys saltarius
- Ctenomys pontifex
- Ctenomys sericeus Allen, 1903
- Ctenomys sociabilis
- Ctenomys australis
- Ctenomys steinbachi
- Ctenomys talarum
- Ctenomys thalesi Teta, & D’ Elía, 2020[3]
- Ctenomys torquatus
- Ctenomys tucumanus
- Ctenomys uco Alvarado-Larios, Teta, Cuello, Jayat, Tarquino-Carbonell, D’Elía, Cornejo & Ojeda, 2024[6]
- Ctenomys validus
- Ctenomys verzi[4]
- Ctenomys viarapaensis